# Lucius Flavius Verucla
Lucius Flavius Verucla war ein im 1. Jahrhundert v. Chr. lebender römischer Unternehmer.
Verucla ist durch zahlreiche Inschriftenkartuschen auf Bleibarren belegt. Die Bleibarren stammen aus einem Schiff, das bei Saintes-Maries-de-la-Mer gesunken ist. Darüber hinaus findet sich sein Name auch auf dem Fragment eines Bleibarrens, der bei Bad Sassendorf gefunden wurde.
Durch Isotopenuntersuchungen ist nachgewiesen, dass das Blei aus einem Bergwerk stammt, das sich rechts des Rheins in Germanien befand. Aufgrund von nach dem Guss aufgebrachten Stempeln können die Bleibarren auf einen Zeitraum von 40 bis 27 v. Chr. datiert werden; die Stempel belegen darüber hinaus, dass die Barren in den Besitz von Augustus übergingen. Die Inschriftenkartuschen nennen entweder den Pächter oder den Eigentümer des Bleibergwerks; da Augustus aufgrund der nachträglich aufgebrachten Stempel als Eigentümer des Bergwerks wahrscheinlich nicht in Betracht kommt, dürfte Verucla der Besitzer und Betreiber des Bergwerks im Barbaricum gewesen sein.
Im Jahr 2015 wurde auf einer Auktion ein Bleisiegel mit einem Durchmesser von 14 mm angeboten, das auf der Vorderseite das Porträt eines Mannes im Profil sowie die Buchstaben V E und R V C zeigt; auf der Rückseite befindet sich ein Blockmonogramm, das aus den Buchstaben A F E L R V C besteht. Dieses Bleisiegel dürfte daher vermutlich ebenfalls Verucla zuzuordnen sein.